# Фабіано Парізі
Фабіано Парізі (італ. Fabiano Parisi; нар. 9 листопада 2000, Солофра) — італійський футболіст, захисник і півзахисник клубу «Фіорентина». Грав у складі молодіжної збірної Італії.

## Клубна кар'єра
Народився 9 листопада 2000 року в місті Солофра. Починав займатися футболом в командах «Про Ірпінія» та «Вігор Перконті», а в 2017—2018 роках — в академії «Беневенто».
У дорослому футболі дебютував 2018 року виступами на умовах оренди за «Авелліно». За результатами сезону 2018/19 допоміг команді здобути підвищення в класі до Серії C, після чого клуб викупив контракт гравця. Протягом сезону 2019/20 юнак вже був гравцем основного складу на рівні третього дивізіону.
Влітку 2020 року перейшов до друголігового «Емполі», де також мав регулярну ігрову практику і здобув підвищення в класі цього разу до елітного італійського дивізіону. Таким чином за три роки здійснив шлях з четвертого до першого дивізіону і протягом сезону 2021/22 додав до свого активу 25 матчів у Серії A. Згодом ще протягом сезону грав в еліті за «Емполі», а влітку 2023 року перейшов до іншого вищолігового клубу — «Фіорентини».

## Виступи за збірну
З 2021 року залучався до складу молодіжної збірної Італії. За три роки на молодіжному рівні зіграв в 11 офіційних матчах.
Був основним гравцем італійської «молодіжки» на молодіжному Євро-2023, де вона не подолала груповий етап.

## Статистика виступів

### Статистика клубних виступів
Станом на 1 липня 2023
| Сезон                | Команда              | Чемпіонат            | Чемпіонат | Чемпіонат | Національний кубок | Національний кубок | Національний кубок | Континентальні кубки | Континентальні кубки | Континентальні кубки | Інші змагання | Інші змагання | Інші змагання | Усього | Усього | Усього |
| Сезон                | Команда              | Ліга                 | Ігор      | Голів     | Ліга               | Ігор               | Голів              | Ліга                 | Ігор                 | Голів                | Ліга          | Ігор          | Голів         | Ігор   | Голів  |        |
| -------------------- | -------------------- | -------------------- | --------- | --------- | ------------------ | ------------------ | ------------------ | -------------------- | -------------------- | -------------------- | ------------- | ------------- | ------------- | ------ | ------ | ------ |
| 2018–19              | «Авелліно»           | D                    | 36+5      | 0+0       | КІ-D               | 0                  | 0                  |                      | -                    | -                    |               | -             | -             | 41     | 0      |        |
| 2019–20              | «Авелліно»           | C                    | 27+1      | 4+0       | КІ-C               | 4                  | 0                  |                      | -                    | -                    |               | -             | -             | 32     | 4      |        |
| Усього за «Авелліно» | Усього за «Авелліно» | Усього за «Авелліно» | 69        | 4         |                    | 4                  | 0                  |                      | -                    | -                    |               | -             | -             | 73     | 4      |        |
| 2020–21              | «Емполі»             | B                    | 20        | 1         | КІ                 | 2                  | 0                  |                      | -                    | -                    |               | -             | -             | 22     | 1      |        |
| 2021–22              | «Емполі»             | A                    | 25        | 0         | КІ                 | 0                  | 0                  |                      | -                    | -                    |               | -             | -             | 25     | 0      |        |
| 2022–23              | «Емполі»             | A                    | 33        | 2         | КІ                 | 1                  | 0                  |                      | -                    | -                    |               | -             | -             | 34     | 2      |        |
| Усього за «Емполі»   | Усього за «Емполі»   | Усього за «Емполі»   | 78        | 3         |                    | 3                  | 0                  |                      | -                    | -                    |               | -             | -             | 81     | 3      |        |
| 2023–24              | «Фіорентина»         | A                    | 0         | 0         | КІ                 | 0                  | 0                  | ЛК                   | -                    | -                    | -             | -             | -             | 0      | 0      |        |
| Усього за кар'єру    | Усього за кар'єру    | Усього за кар'єру    | 147       | 7         |                    | 7                  | 0                  |                      | -                    | -                    |               | -             | -             | 154    | 7      |        |

### Статистика виступів за збірну
1. ↑  https://smr.worldfootball.net/profilo_giocatori/fabiano-parisi/